# ابله (فیلم ۱۹۹۲)
ابله (انگلیسی: Idiot) یک فیلم درام هندی است که بر پایهٔ رمان مشهور ابله اثر فیودور داستایفسکی ساخته شده است و در سال ۱۹۹۲ میلادی منتشر شد.
این فیلم نخستین بار در جشنواره فیلم نیویورک به نمایش درآمد و ماجرای آن در بمبئی امروزی می‌گذرد و دربارهٔ مردی است که دچار صرع است و مردم علائم آن را، به حماقت و بلاهت او نسبت می‌دهند.